# Коста-Рика на летних Олимпийских играх 1936
Коста-Рика принимала участие в Летних Олимпийских играх 1936 года в Берлине (Германия) в первый раз за свою историю, но не завоевала ни одной медали. Сборная страны состояла из 1 спортсмена.